# Goregrind
Sous-genres
Gorestep
Le goregrind est un sous-genre musical dérivé du death metal et du grindcore. Il existe deux principales branches musicales au sein de ce style, l'une au tempo très rapide (avec des groupes tels que Last Days of Humanity, Autophagia (nl), et Dysmenorrheic Hemorrhage), et l'autre au tempo lent et lourd (souvent appelée « groovy » goregrind, avec des groupes tels que Cock and Ball Torture et Rompeprop).

## Histoire
Malgré l'impact d'albums tels que Horrified du groupe Repulsion et Ultimo Mondo Cannibale du groupe Impetigo, les origines du goregrind remontent précisément à Carcass dont la carrière a débuté à la fin des années 1980.

## Caractéristiques
Élément distinctif du goregrind des vocaux gutturaux, grognements, les chanteurs utilisant dans certains cas des effets sur leurs voix ou les baissant d'un octave (pédale d'effet pitch shifter) afin de leur donner la texture liquide proche du gargarisme des voix d'outre-tombe des classiques du cinéma d'horreur. Les textes ont pour principale inspiration les thèmes récurrents du cinéma d'horreur et de gore (tueur en série, torture, etc) ou d'humour noir, souvent alliés au sexe[réf. nécessaire]. 
Depuis le début des années 1990, la scène la plus active se trouve en République tchèque, Allemagne, Pologne, Pays-Bas, et Brésil[réf. nécessaire]. Parmi les labels musicaux les plus impliqués (présents ou passés) sont notamment inclus : Bizarre Leprous Production, Bones Brigade Records, Morbid Records, Obliteration Records, Lofty Storm Records, Rotten Roll Rex, Obscene Productions, Disgorgement of Squash Bodies.

## Groupes notables
Les groupes notables de goregrind incluent : Carcass,,, Cattle Decapitation,,, The County Medical Examiners,, Dead Infection,, Exhumed,, General Surgery,,, Gruesome Stuff Relish, Haemorrhage,, Impaled,, Impetigo,, Inhume, Last Days of Humanity,,, Machetazo, Pathologist, Pulmonary Fibrosis, Rectal Smegma, Regurgitate,, Repulsion,, Sublime Cadaveric Decomposition et Xysma (en).